# Marapong
Marapong é uma vila localizada no Distrito Central em Botswana. Possuía, em 2011, uma população estimada de 2 283 habitantes.